# Филипинска плоча
Филипинската плоча е тектонска плоча, съставена главно от океанска кора и разположена под Филипинско море, източно от Филипините. Повече от филипинските острови, включително Лусон, са част от Филипинския подвижен пояс, който геологически и тектонски е независим от Филипинската плоча.
Плочата се движи с приблизително 6,35 cm годишно на северозапад спрямо Тихоокеанската плоча.

## Граници
Филипинската плоча има най-вече конвергентни граници. На север плочата е в контакт с Охотската плоча при падината Нанкай. Филипинската, Охотската и Амурската плочи се срещат при вулкана Фуджи в Япония. На изток Филипинската плоча среща Тихоокеанската, подпъхвайки се под нея при Изу-Бонинската падина. Източната част включва Бонинските острови и Марианските острови, образувайки островна дъга. Съществува и дивергентна граница между Филипинската плоча и малката Марианска плоча, върху която се намират Марианските острови. На юг Филипинската плоча граничи с Каролинската плоча и плочата Птича глава. На запад Филипинската плоча се подпъхва под Филипинския подвижен пояс при Филипинската падина. На северозапад Филипинската плоча е в контакт с Тайван и островите Рюкю от Окинавската плоча, както и с южната част на Япония, разположена върху Амурската плоча.